# DAF CF
Il DAF CF è un autocarro e trattore stradale prodotto da DAF Trucks a partire dal 2000 al 2024 per sostituire la serie DAF 65/75/85. Esso appartiene alla categoria degli autocarri con masse totali da 18 a 41 t.

## Contesto
La gamma CF, nel corso degli anni, è stata prodotta in quattro generazioni:

### Prima generazione (2000–2006)

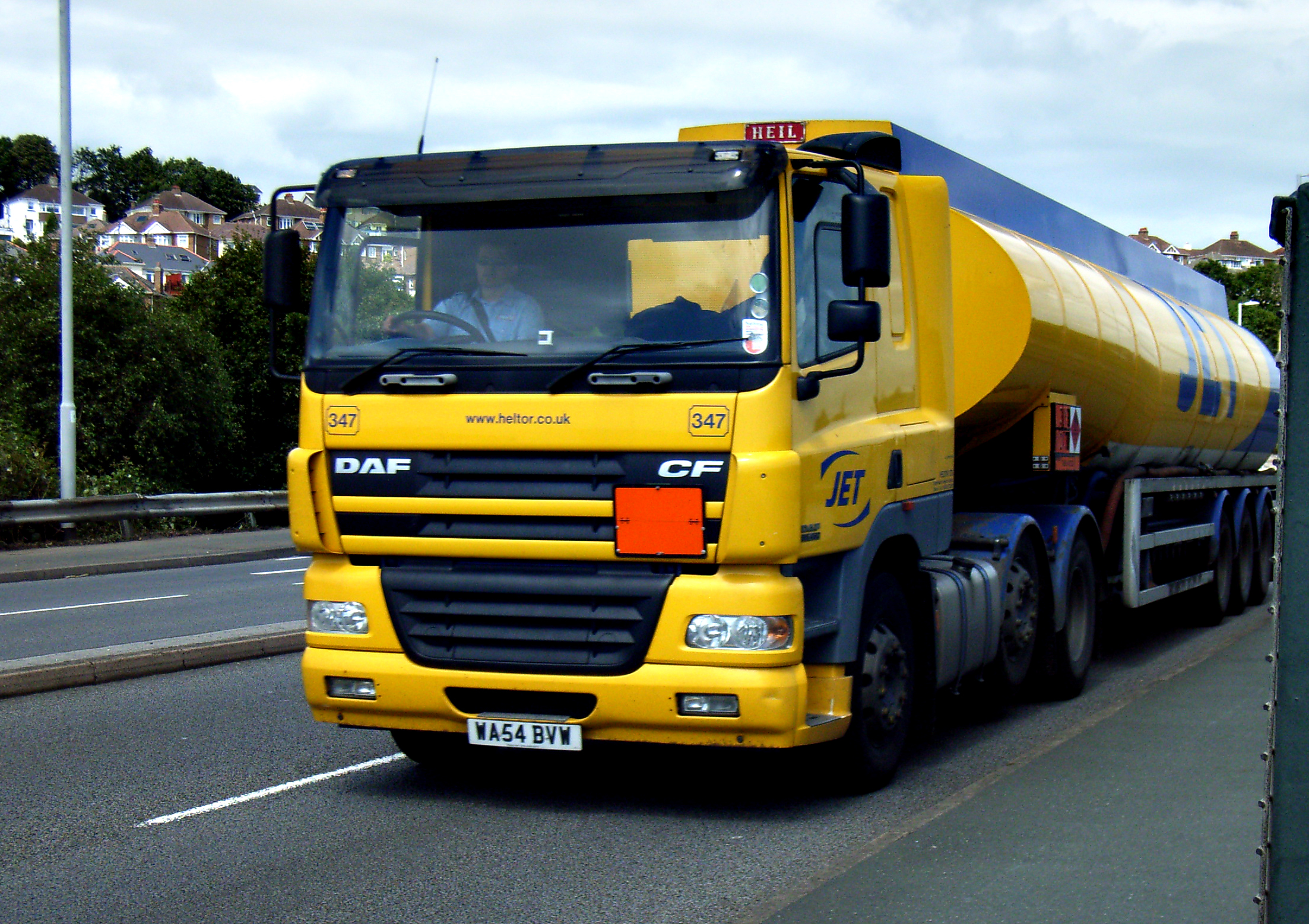
DAF CF 85

Nel 2000, DAF introdusse la prima generazione della gamma CF, che sostituì i precedenti modelli 65CF, 75CF e 85CF. La nuova linea comprendeva i modelli CF65, CF75 e CF85, dotati di cabine completamente riprogettate. La massa complessiva a pieno carico del CF65 era pari a 18 tonnellate, mentre per i modelli CF75 e CF85 variava da 18 a 32 tonnellate, in base alla configurazione.
La cabina presentava un design completamente nuovo, tranne per il tunnel motore centrale, che rimase rialzato come nei modelli precedenti. Il CF divenne il primo veicolo della casa olandese dotato di freni a disco su tutte le ruote, abbinati al sistema EBS (Electronic Braking System). Il design esterno venne unificato con quello della gamma XF, in particolare del modello 95XF. La cabina fu allungata di 14 cm e venne introdotta la variante Space Cab, dotata di tetto alto e un’altezza interna utile di 185 cm.
Il letto inferiore risultò più largo (70 cm), più comodo grazie a un materasso da 12 cm (o 15 cm su richiesta) e venne posizionato a un livello superiore, consentendo una maggiore abitabilità. Sotto il letto e nella parte superiore della cabina vennero inseriti ampi vani portaoggetti, con una capacità complessiva di 900 litri nella versione Space Cab.
Il DAF CF di prima generazione fu disponibile con tre tipi di cabine:
- Day Cab (cabina corta), con lunghezza di 1770 mm e altezza di 1600 mm;
- Sleeper Cab (cabina letto), lunga 2200 mm;
- Space Cab, lunga 2230 mm, con due letti completi e spazi abitativi ampliati.

Venne posta particolare attenzione all’isolamento acustico e alla riduzione delle vibrazioni. La cabina era montata su sospensioni pneumatiche a quattro punti, integrate con ammortizzatori a lunga escursione e barra stabilizzatrice.
I veicoli della gamma CF erano offerti in tre configurazioni principali (65, 75 e 85) e in vari allestimenti, inclusi trattore stradale, ribaltabile e camion pesante. L’offerta motori comprendeva tre unità:
- Un motore PACCAR da 12,6 litri (340–430 CV), derivato dalla gamma 95XF;
- Un motore da 9,2 litri (250–360 CV);
- Un motore Cummins da 5,9 litri, con sistema di iniezione common rail, destinato alle versioni più leggere (185–250 CV).

Inizialmente, i veicoli vennero equipaggiati esclusivamente con trasmissioni manuali, ma in seguito furono rese disponibili anche versioni con cambio automatico.

### Seconda generazione (2006–2013)

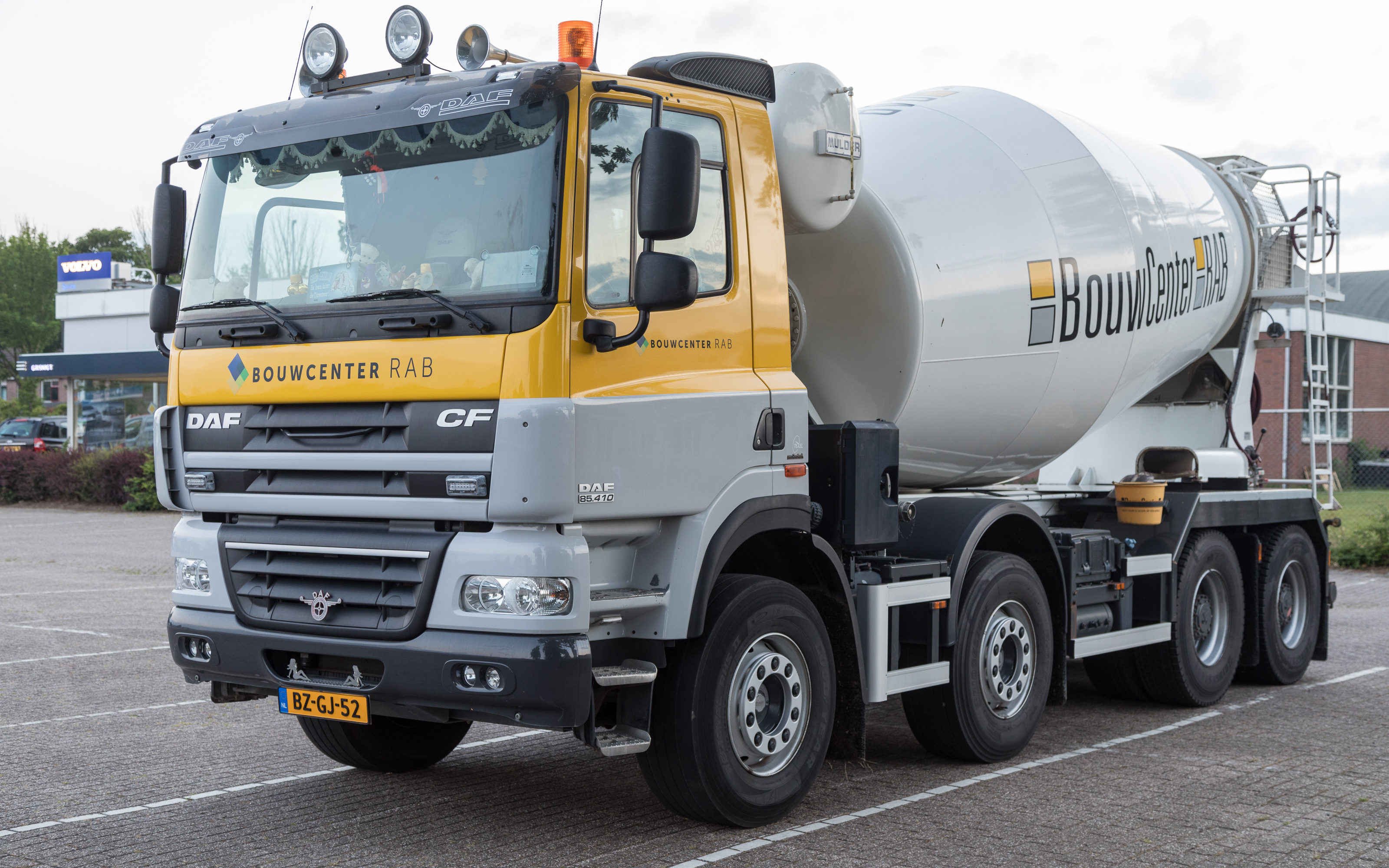
DAF CF 410

Nel 2006 la gamma CF fu rinnovata, introducendo numerose migliorie tecniche e stilistiche. La serie CF65 era disponibile come chassis 4x2 con massa totale di 18 tonnellate e passo variabile tra 4,0 e 7,3 metri, con lunghezza massima del vano di carico fino a 10,1 metri. La serie CF75 comprendeva varianti con pesi da 18 a 32 tonnellate e configurazioni 4x2, 6x2, 6x4 e 8x4, inclusi trattori con massa fino a 40 tonnellate in combinata. La serie CF85 offriva configurazioni simili ma con maggiori capacità di carico, fino a 58 tonnellate in combinata.
Le cabine avevano una larghezza standard di 2.260 mm e tre versioni disponibili: Day Cab, Sleeper Cab (con un letto) e Space Cab (con due letti), per adattarsi a diverse esigenze operative e di comfort.
I motori furono aggiornati con i moderni propulsori PACCAR:
- CF65 con motori GR da 6,7 litri (220-280 CV);
- CF75 con motori PR da 9,2 litri (250-360 CV);
- CF85 con motori MX da 12,9 litri (360-510 CV), dotati di sistemi avanzati di iniezione e post-trattamento dei gas di scarico conformi alle norme Euro 4 ed Euro 5.

Furono introdotte trasmissioni manuali e automatizzate, sospensioni pneumatiche, freni a disco e sospensioni tandem innovative per le versioni più pesanti, migliorando sicurezza e comfort di guida.

### Terza generazione (2013–2017)

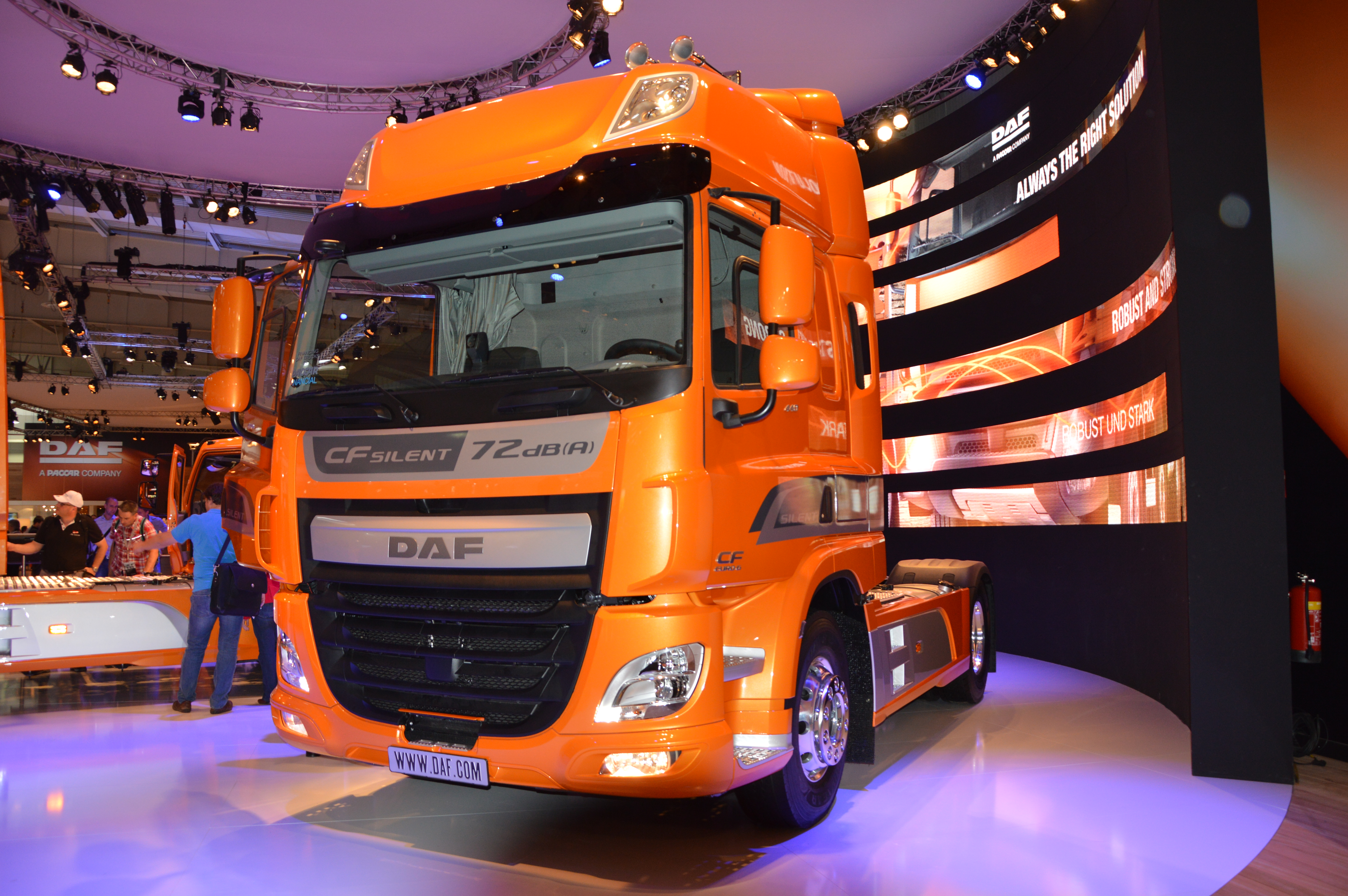
DAF CF 440

La terza generazione del DAF CF fu introdotta nel 2013, in risposta all’entrata in vigore della normativa Euro 6. Le modifiche riguardarono l’adozione dei nuovi motori PACCAR MX-11 (10,8 litri, 290–440 CV) e PACCAR MX-13 (12,9 litri, 360–510 CV), progettati per offrire maggiore efficienza nei consumi, coppia elevata a bassi regimi (massima già da 900 giri/min) e minori emissioni. Il sistema di post-trattamento comprendeva un'unità compatta che integrava SCR e filtro antiparticolato (DPF), con un peso ridotto del 50% rispetto alla generazione precedente.
Il telaio fu completamente rivisto, realizzato con materiali ad alta resistenza e una configurazione a spessore singolo, in grado di garantire maggiore rigidità strutturale e riduzione del peso. Le sospensioni posteriori Stabilink consentirono di aumentare la capacità di carico utile fino a 13 tonnellate. Il cambio automatico ZF AS-Tronic, disponibile a 12 o 16 rapporti, offriva le funzioni EcoRoll e Fast Shift, mirate all’ottimizzazione dei consumi e a una guida più fluida.
Anche gli interni del veicolo furono aggiornati per migliorare il comfort dell’autista, grazie all’introduzione di un nuovo impianto di climatizzazione automatica, una strumentazione più leggibile e interruttori riconfigurabili. Le cabine vennero proposte nelle versioni Day Cab, Sleeper Cab e Space Cab, così da adattarsi a differenti esigenze operate.

### Quarta generazione (2017–2024)

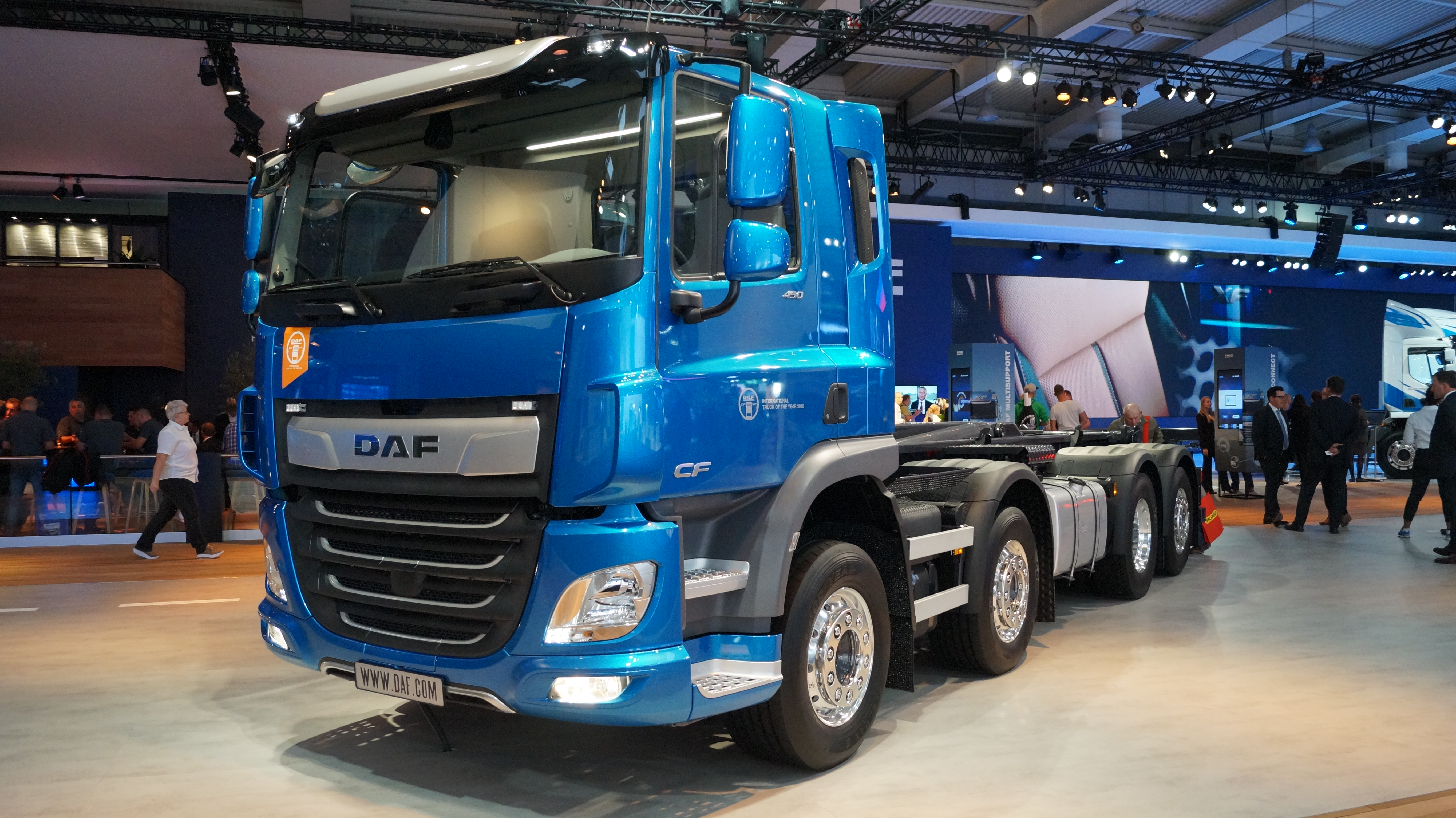
DAF CF 450 FAX

Nel 2017, DAF Trucks presentò la quarta generazione del modello CF, denominata “Pure Excellence”, caratterizzata da un profondo aggiornamento mirato a migliorare l’efficienza dei consumi, il comfort del conducente e l’integrazione delle tecnologie di bordo.
I motori PACCAR MX-11 e MX-13 furono potenziati con turbocompressori ottimizzati, nuovi sistemi di combustione e pompe a controllo elettronico, consentendo una riduzione dei consumi fino al 7% rispetto alla generazione precedente. Venne introdotto di serie il cambio automatico TraXon a 12 rapporti (con possibilità di 16), che garantì passaggi di marcia più rapidi e fluidi, contribuendo alla riduzione dei regimi di esercizio. Gli assali posteriori furono riprogettati con rapporti più lunghi, fino a 2,05:1, permettendo di mantenere la velocità di crociera a 85 km/h a soli 1.000 giri/min.
Il telaio fu alleggerito e ristrutturato per aumentare la capacità di carico utile, mentre il sistema di scarico venne compattato, riducendo il peso complessivo del veicolo fino a 100 kg. Anche il freno motore fu migliorato: la versione MX-11 raggiunse una potenza massima di 340 kW (+20%), mentre l’MX-13 toccò i 360 kW (+30%), con prestazioni migliori già a regimi inferiori.
Sul piano del comfort, l’abitacolo venne aggiornato con una nuova climatizzazione automatica, strumenti di bordo più chiari, interruttori configurabili e illuminazione interna adattiva. Esternamente, il veicolo si distingueva per i nuovi elementi cromati e il design rinnovato del frontale. Tra le innovazioni tecnologiche si segnalò l’introduzione del sistema DAF Connect, una piattaforma telematica per il monitoraggio in tempo reale delle prestazioni della flotta e la gestione intelligente della manutenzione.
Nel 2017, il DAF CF è stato votato International Truck of the Year 2018.

#### DAF CF Electric
Nel 2018, DAF insieme a VDL Bus & Coach ha introdotto il DAF CF Electric, un trattore elettrico da 9,7 tonnellate per il trasporto urbano, con motore da 210 kW e batterie al litio da 170 kWh, capace di circa 100 km di autonomia con ricarica rapida in 30 minuti.

## Motorizzazioni
La gamma DAF CF presentava le seguenti motorizzazioni:
| Motore                               | Cilindrata (l) | Potenza (kW-CV) |
| ------------------------------------ | -------------- | --------------- |
| Diesel (PACCAR, 6 Cilindri in Linea) |                |                 |
| PACCAR PX-7                          | 6,7            | 208 kW (283 CV) |
| PACCAR PX-7                          | 6,7            | 231 kW (314 CV) |
| PACCAR MX-11                         | 10,8           | 220 kW (299 CV) |
| PACCAR MX-11                         | 10,8           | 250 kW (340 CV) |
| PACCAR MX-11                         | 10,8           | 270 kW (367 CV) |
| PACCAR MX-11                         | 10,8           | 300 kW (408 CV) |
| PACCAR MX-11                         | 10,8           | 330 kW (449 CV) |
| PACCAR MX-13                         | 12,9           | 315 kW (428 CV) |
| PACCAR MX-13                         | 12,9           | 355 kW (483 CV) |
| PACCAR MX-13                         | 12,9           | 390 kW (530 CV) |